# Sympherobius wuyianus
Sympherobius wuyianus är en insektsart som beskrevs av C.-k. Yang 1981. Sympherobius wuyianus ingår i släktet Sympherobius och familjen florsländor. Inga underarter finns listade i Catalogue of Life.